# Libnotes onobana
Libnotes onobana är en tvåvingeart som först beskrevs av Alexander 1936.  Libnotes onobana ingår i släktet Libnotes och familjen småharkrankar. Inga underarter finns listade i Catalogue of Life.